# Пчиня (село)
 Тази статия е за селото.  За реката вижте Пчиня.  
Пчиня (на македонска литературна норма: Пчиња; на албански: Pçinja) е село в Северна Македония, в община Куманово.

## География
Селото е разположено в областта Блатия по двата бряга на река Пчиня.

## История
В края на XIX век Пчиня е българско село в Кумановска каза на Османската империя. Църквата „Света Богородица“ е от 1868 - 1869 година. Според статистиката на Васил Кънчов („Македония. Етнография и статистика“) от 1900 година Пчиня е село, населявано от 330 жители българи християни.
Цялото население на селото е под върховенството на Българската екзархия. По данни на секретаря на екзархията Димитър Мишев („La Macédoine et sa Population Chrétienne“) в 1905 година в Пчиня има 504 българи екзархисти и в селото функционира българско училище.
В учебната 1907/1908 година според Йован Хадживасилевич в селото има екзархийско училище.
В 1910 година селото пострадва при обезоръжителната акция.
При избухването на Балканската война 13 души от Пчиня са доброволци в Македоно-одринското опълчение.
След Междусъюзническата война в 1913 година селото попада в Сърбия.
В Първата световна война 6 души от селото загиват като войнци в Българската армия.
На етническата си карта от 1927 година Леонард Шулце Йена показва Пчиня (Pčinja) като село с неясен етнически състав.
Според преброяването от 1994 година в Пчиня има 774 северномакедонци и 3 сърби. Според преброяването от 2002 година селото има 793 жители.
| Националност     | Всичко |
| северномакедонци | 789    |
| албанци          | 0      |
| турци            | 0      |
| роми             | 0      |
| власи            | 0      |
| сърби            | 4      |
| бошняци          | 0      |
| други            | 0      |

## Личности
Родени в Пчиня
- Милуш Димков (? – 1924), български революционер, деец на ВМРО, загинал в сражение със сръбска войска на 16 март 1924[10]
- Милош Костов, български революционер от ВМОРО, четник на Боби Стойчев[11]
- Спас Трайков (? – 1924), български революционер, деец на ВМРО, загинал в сражение със сръбска войска на 16 март 1924[10]

Починали в Пчиня
- Благой Динов Георгиев, български военен деец, подпоручик, загинал през Втората световна война[12]
- Васил Тодоров Маджаров, български военен деец, подпоручик, загинал през Втората световна война[13]
- Димитър Иванов (1883 - 1906), български революционер, деец на ВМОРО
- Иван Рачев Фръков, български военен деец, подпоручик, загинал през Втората световна война[14]
- Методи Димитров Попов, български военен деец, подпоручик, загинал през Втората световна война[12]
- Неделчо Костадинов Тантаджиев, български военен деец, поручик, загинал през Втората световна война[15]
- Никола Георгев Гечков, български военен деец, капитан, загинал през Втората световна война[16]
- Христо Попборисов Димитров, български военен деец, поручик, загинал през Втората световна война[17]